# ぽーきゅぱいん
『ぽーきゅぱいん』は、ひうらさとるによる日本の少女漫画作品。「なかよし」（講談社）にて1986年から1987年まで連載されていた。作者初めての連載でもあった。

## 第一部あらすじ
ぽーきゅぱいんことパインは、ドールハウス（人形屋）に住む体長10cmの小人。ふだんは人形のふりをしてお店に座っている。人間になりたいと願っているが、人間になるには恋のキューピッドをしてカップルを作り、ポイントを貯めないとならない。ふとした切っ掛けで突然、店の前を通りかかった乃里ちゃんのキューピッドとして初仕事をすることになるのだった。

## 登場人物

### 主要人物
ポーキュパイン
通称パイン。名前の由来は、生まれた時からヤマアラシみたいに毛が立っていたから。（ヤマアラシは英語でポーキュパイン）父親が経営する人形屋に住んでいる。性格は、明るく短気でお調子者なところがあるが、困った人は放っておけないお節介で涙もろい面もある。話す言葉は大阪弁。人間になったら、高校生になり可愛い彼女を作って青春するのが夢である。
ヘブン＝アップ＝ヒア
由貴と知り合ったパインの父の友達の息子。年齢はパインより一つ年上になるが、仕事のキャリアは後輩になる。性格は硬派で冷静だがロマンチスト。人間になったらバンドを組み、インディーズで話題になり、ヒットスタジオに出たのがきっかけでシングルがヒット、アルバムは海外レコーディングしツアーをやり、20代のうちに徹子の部屋に出るという具体的な夢と人生設計を持っている。初めはパインとウマが合わなかったが、良いコンビになって行く。
パインの父
本名はクロコダイル。ドールハウスの店主。パインからはおとうちゃんと呼ばれ、同じく大阪弁を話す。今は人間だが昔は小人だったらしい。

### 主な登場人物
乃里ちゃん
本名は河野乃里。パインが初仕事をした女の子。おっとりしていて内気。3年間同じクラスの上田くんに片想いしている。仕事が慣れていなかったパインにとんでもない目に遭わされたりされた。
上田くん
背が高くてカッコいいが、女の子とは話すのは苦手なシャイな少年。更衣室に2年間ジャージを入れっぱなしにするずぼらな面がある。
秋吉くん
本名は斉藤秋吉。ファーストフード店でバイトしており、年上の彼女がいるが恋人仲はギクシャクしていた。パインが唯一男の子をキューピッドした人物。
美和ちゃん
秋吉と同じファーストフード店でバイトする2つ年上の彼女。童顔であまり年上らしくはない。ドールハウスの常連客。
桃子ちゃん
本名は佐伯桃子。小さいパインを見ても全く驚かず、パインと桃子の名前を『かんづめコンビ』と名づけた元気な少女。隣りに住む歳の離れた幼なじみのことが気になっている。
かっちゃん
アイスクリーム店でバイトしている青年。桃子の幼なじみで妹のように可愛がっていた。
優香ちゃん
本名は早瀬優香。冬休みを利用して毎年プレゼントを贈ってくれる『あしながおじさん』を捜しにきた女の子。孤児院育ちで、拾われた日がクリスマスイブだったのでその日が誕生日である。家事全般が苦手。
菊之くん
本名は相本菊之。ドールハウスの裏のアパートに住んでいる。札幌出身の無口な青年。夜中のドールハウスで動いていたパインを幽霊と勘違いした。
由貴ちゃん
少し意地っ張りな女の子。ネガティブでもある。幼なじみの吉成のことが好きだが、吉成が他の女の子にも優しくするのでヤキモキしている。
吉成
本名は泉谷吉成。本当は由貴のことが好きなのだが、顔が良くモテるのでかえって由貴を傷つけていることには気づいていない。上田くんとはいとこ。

## 第二部あらすじ
5月に16歳の誕生日を迎えたパインは、今まで恋愛成就した皆にドールハウスで誕生日会を開いてもらっていた。しかしパインは16歳を中学3年生と勘違いをして、高校浪人をしてしまったことに気がついた。しかもお祝いに来ていた皆は恋人との約束があるからと帰ってしまい、メンバーは遅れてやってきた桃子だけになってしまった。1年遅れなら中3の桃子と一緒ということで一緒に高校に行こうと言われたパイン。手始めに桃子の通う中学について行くパインとヘブンだが、桃子のクラスは男子と女子の仲が非常に悪かった。

### 主な登場人物
桃子ちゃん
初登場から約1年経ち中学3年生に進級。髪の毛が伸びて女の子らしくなった。クラスの男女の仲が険悪なために、つまらない思いをしているので仲の良い友達はいない。パインとヘブンと一緒にクラスの雰囲気を良くしようと、あれこれ手を打つ。
久美
本名は石原久美。女子のリーダー格存在。大変気が強く、男子としょっちゅう言い合いをしている。特に気の弱い片岡を目の敵にしているが……。
片岡
気弱な桃子のクラスメイト。いつも久美の言いなりになっている。優しくて良い人物なのに考慮されていない。
東條
桃子のクラスメイト。眼鏡をかけていて結構なイケメンだが、他のクラスメイトとは異彩を放つ。桃子のことを気に入っている。
藤田ヒロコ
パインとヘブンが東京へ行く新幹線で知り合ったロッカーな女性。怖そうな容姿と逆に優しく可愛い。

## キューピッドカードとは?
カップルを作るごとにハンコが捺してもらえてハンコの数がポイントとなる。貰えるポイントは恋愛の難易度にもより、カップルになるのを難しいのを成功させた場合は、沢山手に入れられるシステムになっている。成就させるための行ってはならない2つのルールがあり、1つ目は魔法を使用してはならないこと。2つ目は人間の女の子を好きになったらいけないこと。この2つのルールを破ると人形になってしまう。1つ目のルールを使おうとしたパインは未遂で終わっており、ポイント大減点で終わった。2つ目はパインもヘブンも出会った女の子のことを好きになってしまう場合があったのだが、心のうちに止めているので口にしない限りはセーフなのだろう。パイン達はキューピッドなのだがあくまでも女の子たちに積極的に行動してもらうように促すのであり、最後は女の子が勇気を出さないと実らないことがわかる。

## 書誌情報
- ひうらさとる『ぽーきゅぱいん』講談社〈講談社コミックスなかよし〉、全2巻

1. 1987年7月1日発売、ISBN 978-4-06-178575-5
2. 1987年12月3日発売、ISBN 978-4-06-178594-6